# El extraño viaje (película)
El extraño viaje es una película española de 1964, dirigida por Fernando Fernán Gómez y protagonizada por Carlos Larrañaga, Lina Canalejas, Jesús Franco, Rafaela Aparicio y Tota Alba. Rodada en blanco y negro, la película está basada en un argumento de Luis García Berlanga, convertido en guion más tarde por Pedro Beltrán tomando como punto de partida el llamado “Crimen de Mazarrón”, ocurrido en un pueblo situado al sur de la comunidad murciana y que tiempo atrás había aparecido en varios números del periódico El Caso. Su título debía ser El crimen de Mazarrón, pero no fue admitido por la censura de la época. 
El extraño viaje retrata las miserias de los pueblos de España de los años sesenta contada con cierto carácter costumbrista y esperpéntico. Cabe destacar las brillantes interpretaciones de Rafaela Aparicio y Tota Alba, y un genial Jesús Franco haciendo de hermano medio bobo. Fernando Fernán Gómez consigue un ambiente de misterio jugando con los claroscuros, la penumbra, los efectos de las tormentas, y los planos largos que mantienen el suspense. En 1970 obtuvo el premio del Círculo de Escritores Cinematográficos a la mejor película.
Según contó Jesús García Dueñas, escritor e historiador de cine, en su conferencia titulada Descubriendo "El extraño viaje", que dio en El Escorial el 21 de julio de 2009 con motivo de la celebración de los cursos de verano de la Universidad Complutense de Madrid, la película, producida con un escaso presupuesto, fue censurada nada más estrenarse y permaneció seis años olvidada en el trastero de una productora. García Dueñas opina que la película es una de las obras maestras del cine español, debido a varias razones: por un lado, por la originalidad del argumento, por el carácter esperpéntico y de sainete al estilo de Valle-Inclán de la misma, y por otro, por la carpintería del guion, que mantiene el interés del espectador hasta el final, así como cierto suspense. El estilo de la puesta en escena y el extraordinario reparto terminan de engrandecer esta magnífica obra de Fernando Fernán Gómez, olvidada durante tanto tiempo.

## Argumento
Los Vidal: Paquita (Rafaela Aparicio), Venancio (Jesús Franco) e Ignacia (Tota Alba), son tres hermanos que viven juntos, ya que todos están solteros. Ignacia, que tiene un carácter dominante y gobierna a su antojo a sus dos hermanos, entabla una relación secreta con Fernando (Carlos Larrañaga), miembro de la orquesta que ameniza los bailes en el pueblo. 
Esta relación acaba en un noviazgo, pero Fernando está comprometido con Beatriz (Lina Canalejas). Una noche, Paquita y Venancio entran en la habitación de Ignacia para espiarla aprovechando su ausencia y, cuando se hallan dentro, una furiosa Ignacia los descubre. Venancio, presa del pánico, la mata, y Fernando lo encubre. La tiran dentro de una tinaja de vino, propiedad de los Vidal, y se van del pueblo. Fernando, intentando deshacerse de los dos hermanos, se excede con los somníferos de Paquita y los envenena durante un brindis. Los cadáveres de Paquita y Venancio son descubiertos y posteriormente se encuentra el cadáver de Ignacia. Fernando es descubierto y encarcelado.

## Localización y rodaje
La película se rodó en la localidad madrileña de Loeches y en la alicantina de Santa Pola.

## Premios
Medallas del Círculo de Escritores Cinematográficos
| Categoría      | Resultado |
| -------------- | --------- |
| Mejor película | Ganadora  |

## Reparto
| Intérprete          | Personaje      |
| ------------------- | -------------- |
| Carlos Larrañaga    | Fernando       |
| Tota Alba           | Ignacia Vidal  |
| Lina Canalejas      | Beatriz López  |
| Rafaela Aparicio    | Paquita Vidal  |
| Jesús Franco        | Venancio Vidal |
| Luis Marín          | Pepe           |
| María Luisa Ponte   | Doña Teresa    |
| Joaquín Roa         | Graciliano     |
| Xan das Bolas       | Cosme          |
| Goyo Lebrero        | Félix          |
| Emilio Santiago     |                |
| Luis Domínguez Luna |                |
| Rafael Alcántara    |                |
| Carola Fernán Gómez |                |
| Cayetano Torregrosa |                |
| Teresa Gisbert      |                |
| Narciso Ojeda       |                |
| José Villasante     |                |
| Enrique Soto        |                |
| Ángel Menéndez      |                |
| Ricardo G. Lilló    |                |
| Pilar Gómez Ferrer  | Pupilera       |
| Enrique Pelayo      |                |
| Alfredo Díaz        |                |
| Adolfo Mobella      |                |
| Enrique Navarro     |                |
| Alberto López       |                |
| Antonio González    |                |
| Sara Lezana         | Angelines      |